# Розейрес (ГЭС)
ГЭС Розейрес (араб. خزان الروصيرص‎) — плотина на Голубом Ниле в Эд-Дамазине, чуть выше города Эр-Розейрес в Судане. Плотина была завершена в 1966 году, изначально для ирригационных целей. Электростанция с максимальной мощностью 280 МВт была добавлена в 1971 году, современная установленная мощность 1,8 ГВт. После завершения строительства плотины ГЭС Хидасе выше по течению в Эфиопии стала её контррегулирующей электростанцией.

## Основные сведения
Первоначально после строительства состояла из бетонной контрфорсной плотины длиной 1 км с максимальной высотой 68 м и земляными плотинами с каждой стороны. Земляная плотина на восточном берегу имела длину 4 км, а на западном — 8,5 км. Площадь поверхности водохранилища составляла около 290 км².
В 2013 году высота плотины была увеличена до 78 м, а общая длина плотин достигла 25 км. Расширение позволило увеличить проектную емкость водохранилища с 3 км³ до 7,4 км³, тем самым увеличив противопаводковое значение плотины.
До строительства плотины ГЭС Хидасе в Эфиопии серьезной проблемой для гидроэлектростанции было заиление водохранилища. Помимо поверхностных водосбросов, плотина была спроектирована с пятью низкоуровневыми водосбросами с пропускной способностью 5208 м³/с для сброса наносов ила.